# Bombardiastrum andinum
Bombardiastrum andinum är en svampart som beskrevs av Pat. 1893. Bombardiastrum andinum ingår i släktet Bombardiastrum, divisionen sporsäcksvampar och riket svampar.   Inga underarter finns listade i Catalogue of Life.